# فول سوداني أجرد
فول سوداني أجرد (الاسم العلمي: Arachis glabrata) (فول سوادني علفي معترش، فول سوداني جذموري، فول سوداني معمر جذموري، فول سوداني علفي معمر، ماجدة الذهبية، عشبة الفول السوداني التزيينية) هو نبات علف عالي الجودة موطنه الأرجنتين والبرازيل وباراغواي. يستخدم هذا النبات أيضًا للحفاظ على التربة وللزينة.